# Zeugenschutzgesetz
Das Zeugenschutzgesetz (ZSchG) ist ein Artikelgesetz, das durch den Einsatz der Videotechnologie sicherstellen sollte, schutzbedürftige Zeugen bei der Vernehmung in einem Strafverfahren weitestgehend zu schonen. Es wurde am 30. April 1998 vom deutschen Bundestag beschlossen und trat am 1. Dezember 1998 in Kraft. Es sollte durch eine Änderung der Strafprozessordnung insbesondere bei kindlichen Opferzeugen ermöglichen, bei der Vernehmung  audiovisuelle Medien zu nutzen, um die mit der Vernehmung oftmals verbundenen psychischen Belastungen und das Risiko einer sekundären Viktimisierung zu reduzieren. Ergänzend wurde die Bestellung eines anwaltlichen Zeugenbeistandes von Amts wegen und ein entsprechender Gebührentatbestand in der Bundesgebührenordnung für Rechtsanwälte eingeführt.

## Geschichte des Opferschutzes
Der Schutz von Opfern einer Straftat wird  in den 1970er Jahren ein Thema: 1976 gründet unter anderem der Fernsehjournalist Eduard Zimmermann den Weißen Ring, eine Hilfsorganisation für Verbrechensopfer. Im gleichen Jahr wird das Opferentschädigungsgesetz verabschiedet, das Opfern von Gewalttaten wegen der gesundheitlichen und wirtschaftlichen Folgen Versorgung in entsprechender Anwendung des Bundesversorgungsgesetzes gewährt.
Am 1. April 1987 trat das erste Opferschutzgesetz in Kraft, das unter anderem das Recht der Nebenklage in § 395 StPO und die Geltendmachung zivilrechtlicher Schadensersatzansprüche schon während der strafgerichtlichen Hauptverhandlung (Adhäsionsverfahren) stärken sollte.
Nachdem es dem Gesetzgeber in den vorangegangenen Jahren vor allem darum gegangen war, vor allem zur Bekämpfung der Rote Armee Fraktion das Strafverfahren zu einem schlagkräftigen Instrument moderner Verbrechensbekämpfung zu gestalten und neu entwickelte technische Mittel für die Aufklärung von Straftaten nutzbar zu machen, kam es zu einer Wiederentdeckung des lange nicht beachteten Opfers. Anlass hierfür waren neuere wissenschaftliche Diskussionen und viktimologische Forschungen im Inland und Ausland, die darauf abzielten, die Rolle des Opfers im Strafverfahren, aber auch im materiellen Strafrecht neu zu bestimmen.
Mit dem Verbrechensbekämpfungsgesetz 1994 und dem Gesetz zur strafverfahrensrechtlichen Verankerung des Täter-Opfer-Ausgleichs 1999 wurde beispielsweise mit § 46a StGB, § 155a, § 155b StPO  der Täter-Opfer-Ausgleich im deutschen Strafrecht etabliert.
In diesem Zusammenhang erging auch das Zeugenschutzgesetz vom 30. April 1998.

## Entstehung des ZSchG
Nach dem Koalitionsvertrag vom 11. November 1994 sollten der Opfer- und der Zeugenschutz unverzüglich verbessert werden.
Im Gesetzgebungsverfahren konkurrierten verschiedene Regelungsentwürfe.
Der Gesetzentwurf der SPD-Fraktion wollte nur Kindern und Frauen eine persönlichkeitswahrende Vernehmung in geeigneten Fällen durch das Gericht ermöglichen. Der Entwurf des Bundesrates schützte vor allem Zeugen unter 16 Jahren. Der Gesetzentwurf der damaligen Regierungskoalition aus CDU/CSU und FDP verfolgte das Ziel, durch den Einsatz der Videotechnologie sicherzustellen, dass allen schutzbedürftigen Zeugen, nicht nur bestimmten Zeugengruppen bei der Vernehmung weitestgehend geschont werden. Ergänzend wurde die Bestellung des Zeugenbeistandes von Amts wegen vorgeschlagen. Entsprechend dem in Großbritannien bewährten Englischen Modell sollte die Videovernehmung in der Hauptverhandlung dergestalt durchgeführt werden, dass der Vorsitzende bei der Vernehmung im Gerichtssaal verbleibt und er mit dem Zeugen, der durch eine Vertrauensperson und einen anwaltlichen Beistand begleitet werden kann, über eine Videodirektschaltung verbunden ist. Bei allen besonders schutzbedürftigen Zeugen sollte sowohl die Videosimultanübertragung wie auch die Verwendung von Videoaufzeichnungen als Beweismittel zulässig sein und dem Zeugen für die Dauer seiner Vernehmung ein anwaltlicher Beistand beigeordnet werden.
Zuvor hatten die Tatgerichte es teilweise für zulässig erachtet, dass insbesondere kindliche Zeugen in Verfahren wegen sexuellen Missbrauchs außerhalb des Gerichtssaals durch den Vorsitzenden vernommen werden und diese Vernehmung in den Sitzungssaal übertragen wird (sog. Mainzer Modell). Diese Praxis wurde im Hinblick auf § 226 StPO, der die ununterbrochene Gegenwart der Richter in der Hauptverhandlung vorschreibt sowie das Konfrontationsrecht des Angeklagten gem. § 240 Abs. 2 StPO  in der Rechtswissenschaft kontrovers diskutiert. In Kenntnis der unterschiedlichen Entwürfe entschied sich der Gesetzgeber sodann auf einen Vorschlag des Vermittlungsausschusses hin dafür, dem in Großbritannien bereits praktizierten Modell den Vorzug zu geben, bei dem der Vorsitzende und die übrigen Verfahrensbeteiligten den Sitzungssaal nicht verlassen und der Zeuge, der sich an einem anderen Ort aufhält, mittels einer Bild-Ton-Direktübertragung vernommen wird. Eine erneute Gesetzesinitiative der Unionsfraktion im Jahr  2003 mit dem Ziel, das sog. Mainzer Modell für die Vernehmung von Opferzeugen einzuführen, die unter 16 Jahre alt sind, hatte keinen Erfolg.

## Inhalt des ZSchG
Die Vernehmung eines Zeugen, der durch die Straftat verletzt worden war, kann auf Bild-Ton-Träger aufgezeichnet und in der späteren Hauptverhandlung abgespielt werden (§ 58a, § 255a StPO). Ein Zeuge kann auch während der Hauptverhandlung in Abwesenheit der Anwesenheitsberechtigten, insbesondere des Angeklagten, vernommen und die Aussage den Anwesenheitsberechtigten zeitgleich in Bild und Ton übertragen werden (§ 168e StPO). Ermöglicht wurde auch, dass der Zeuge nicht im Verhandlungssaal, sondern an einem anderen Ort vernommen und seine Aussage in den Sitzungssaal übertragen wird, wenn die dringende Gefahr eines schwerwiegenden Nachteils für das Wohl des Zeugen besteht, wenn er in Gegenwart der in der Hauptverhandlung Anwesenden vernommen würde (§ 247a StPO). Eine solche Gefahrenlage kann auch für einen nach Maßgabe des Zeugenschutz-Harmonisierungsgesetzes (ZSHG) geschützten Zeugen bestehen.
Zeugen und Nebenklägern kann außerdem ein anwaltlicher Beistand beigeordnet und dafür Prozesskostenhilfe bewilligt werden (§ 68b, § 397a StPO). Ergänzend bieten die Bundesländer zur Beratung und Betreuung von Geschädigten einer Straftat unterschiedliche Opferhilfseinrichtungen an, auch bei den Gerichten und Staatsanwaltschaften.
Mit mehreren Reformgesetzen wurde insbesondere in den Jahren 2004, 2009 und 2015 die Rechtsstellung von kriminalitätsbetroffenen Zeugen weiter verbessert und insbesondere dafür gesorgt, dass diese nicht mehr nur als Mittel zur Wahrheitsfindung, sondern vielmehr als eigenständige Rechtssubjekte wahrgenommen und behandelt werden.
Zur Umsetzung der europäischen Opferschutzrichtlinie ist am 1. Januar 2017 das Gesetz über die psychosoziale Prozessbegleitung im Strafverfahren in Kraft getreten. Insbesondere Kinder und Jugendliche, die Opfer schwerer Sexual- oder Gewaltdelikte geworden sind, erhalten danach einen Rechtsanspruch auf kostenlose psychosoziale Prozessbegleitung (§ 406g StPO). Für andere Opfer von schweren Gewalt- und Sexualstraftaten soll das Gericht nach Lage des Einzelfalls entscheiden, ob psychosoziale Prozessbegleitung erfolgen soll.